# Johann Gottlieb Kugelann
Johann Gottlieb Kugelann est un pharmacien et un entomologiste prussien, né le 2 janvier 1753 à Königsberg et mort le 8 ou le 9 septembre 1815 à Osterode.
Il fait paraître en 1798 Verzeichniss der Käfer Preussens... à Halle-sur-Saale.

## Liste partielle des publications
- 1792. Verzeichniss der in einigen Gegenden preussens bis jetzt entdeckten Käferarten, nebst kurzen Nachrichten von denselben. Neuestes Mag. Liebhab. Ent. 1 (4) : 477-512.
- 1794. Verzeichniss der in einigen Gegenden preussens bis jetzt entdeckten Käferarten nebst kurzen Nachrichten von denselben. Neuestes Mag. Liebhab. Ent. 1 (5) : 513-582.